# Villa Castelli (La Rioja)

Villa Castelli aan de Ruta Nacional 76 richting Chili

Villa Castelli is de hoofdstad van het Argentijnse bestuurlijke gebied General Lamadrid in het westen van de provincie Provincia de La Rioja. De plaats telt 1.697 inwoners.
Het ligt ongeveer 140 kilometer ten westen van La Rioja aan de voet van de Sierra de Famatina en in de buurt stroomt de Vichina Rivier.
In maart 2015 vond er in het dorp een helikopterbotsing plaats waarbij 10 mensen om het leven kwamen, waaronder 3 Franse atleten.

## Herkomst naam
Het dorp is genoemd naar Juan José Castelli, een Argentijnse politicus en lid van de Primera Junta.